# David Martin (szkocki polityk)
David Martin (ur. 26 sierpnia 1954 w Edynburgu) – brytyjski i szkocki polityk, poseł do Parlamentu Europejskiego II, III, IV, V, VI, VII i VIII kadencji.

## Życiorys
Uzyskał licencjat z ekonomii i magisterium z prawa europejskiego. Od 1970 do 1974 był asystentem maklera. W latach 1974–1978 był działaczem na rzecz dobrostanu zwierząt. Od 1982 do 1984 sprawował mandat radnego w radzie regionu Lothian. W 1984 uzyskał dyplom licencjata ekonomii. W tym samym roku z okręgu Lothian po raz pierwszy wybrany został do Parlamentu Europejskiego. Reprezentując ten sam okręg, uzyskiwał reelekcję w 1989 i 1994. Po wprowadzeniu ordynacji proporcjonalnej w kolejnych wyborach (1999, 2004, 2009, 2014) odnawiał mandat jako kandydat laburzystów w Szkocji. Od 1987 do 1988 był w PE wiceprzewodniczącym Grupy Socjalistów. W latach 1989–2004 pełnił funkcję wiceprzewodniczącego Europarlamentu.